# Skardsøya
Skardsøya  est une île de la commune de Aure, du comté de Møre og Romsdal, dans la mer de Norvège.

## Description
L'île de 52,3 km2 se trouve le long du détroit de Trondheimsleia (en) dans la partie nord-est de la municipalité, juste à l'est de l'île de Grisvågøya et au nord et à l'ouest du continent. L'île est reliée au continent à l'est par le pont Dromnessund et au sud par le pont Torsetsund. 

### Réserve naturelle
La réserve naturelle de Mellandsvågen et la réserve naturelle de Melland (Melland Nature Reserve (en) sont situées dans la partie ouest de l'île,.